# Moord in de Celebesstraat
De moord in de Celebesstraat is een Nederlandse moordzaak uit juli 1903.
Luije van der Laan, die als kind al gevangen had gezeten omdat hij een ander kind om het leven gebracht had, vermoordde als 19-jarige zonder duidelijke aanleiding in Amsterdam zijn schoonzus, waar hij in de kost was. Een week later gaf hij zich aan. In 1904 kreeg hij levenslang en na ruim een jaar in de gevangenis hing hij zichzelf op.

## Betrokkenen

### Dader
Luije van der Laan (Uithuizen, 12 oktober 1883 – Leeuwarden, 18 april 1905) verloor zijn ouders op tweejarige leeftijd. Hij werd daarna door een oom en tante opgevoed. De oom was varkensslachter en Luije werd op jonge leeftijd slagersleerling. Op 13-jarige leeftijd doodde hij bij Uithuizen de 9-jarige Albertus van der Hoek. Luije stak hem met een mes in de hals toen ze samen vogelnestjes aan het uithalen waren, naar eigen zeggen nadat zijn vriendje hem geslagen had en hem voor "zwijnstaart" zou hebben uitgescholden, doelend op zijn beroep.
De officier van justitie Edouard Marie von Baumhauer betoogde dat Van der Laan met oordeel des onderscheids had gehandeld en eiste tien jaar gevangenisstraf en de rechtbank te Groningen veroordeelde hem tot zeven jaar. Hij zat zijn straf uit in de bijzondere strafgevangenis voor jongens te 's-Hertogenbosch. De eerste maanden was hij daar de enige gevangene. Bij koninklijk besluit kreeg hij twee jaar afslag, zodat hij in 1902 op 18-jarige leeftijd vrijkwam.

### Broer en schoonzus
Henderikus van der Laan (25 jaar), een oudere broer van Luije, was getrouwd met Geertruida Jongsma (28 jaar). Het echtpaar woonde op de Celebesstraat in Amsterdam waar Henderikus ook een schoenmakerswerkplaats had. Toen Luije vrijkwam, nam Henderikus hem in huis en leerde hem het schoenmakersvak. Aan zijn vrouw vertelde hij niet dat Luije voor moord had vastgezeten.

## Moord
Zaterdag 25 juli 1903 ging Henderikus van der Laan met de trein naar familie in Uithuizen om daar enige dagen te logeren. Luije van der Laan bracht zijn broer 's middags naar het station en ging daarna terug naar huis en aan het werk. Plotseling kwam de gedachte bij hem op om zijn schoonzus te vermoorden. Hij probeerde de aandrang te bedwingen door weg te gaan en bracht een paar schoenen naar een klant, maar toen hij terugkwam was hij niet gekalmeerd. Een vrouw die rond zes uur schoenen kwam brengen, zou later getuigen dat hij nog een grapje met zijn schoonzus maakte, maar er bleek en gejaagd uitzag. Tien minuten nadat de klant was vertrokken, nam Van der Laan zijn schoenmakersmes en ging ermee naar de keuken. Hij zei daar tegen zijn schoonzus: "Ik kom je doden", en stak haar in de hals, waarbij hij haar halsslagader bijna geheel doorsneed. Ze probeerde nog de tuindeur uit te vluchten, maar hij greep haar vast in de gang, waarna zij ineenzakte en stierf.
Hierna waste Van der Laan zich. Hij trok schone kleren aan, pakte wat geld uit het huis en vertrok.

## Onderzoek
De maandag erna kwam een zus van Geertruida Jongsma op bezoek, maar vond de deur en gordijnen dicht. Een erbij gehaalde agent klom via de buren over de tuinschutting en vond op de veranda een verdroogde plas bloed die onder de keukendeur uitkwam. Toen men de deur openbrak, werd het lijk van Geertruida Jongsma in de gang gevonden.
De politie liet de woning onaangeroerd in afwachting van sporenonderzoek op de plaats delict, wat destijds nog geen vaste praktijk was. In afwachting van de komst van Van Ledden Hulsebosch, de forensisch onderzoeker, ging men verder met het horen van familie en buren. Twee buurjongens verklaarden dat zij zaterdagnamiddag gegil hadden gehoord en hadden gezien dat de tuindeur van het huis van Van der Laan open en dicht werd geslagen, terwijl iets roods met geweld naar binnen werd getrokken. Hierop verzocht de rechter-commissaris opsporing en aanhouding van Henderikus en Luije van der Laan. Ze werden beiden verdacht van het doden van Geertruida Jongsma.

### Sporenonderzoek
Het schoenmakersmes waarmee Geertruida Jongsma was vermoord, werd in de keuken in een emmer met water gevonden.
Op de muren in de gang zaten bloedstralen in boogvorm. Politiedeskundige Van Ledden Hulsebosch berekende hiermee dat Jongsma na de steken snel door de gang moest hebben gelopen, met een snelheid van 2,8 tot 3 meter per seconde (ruim 10 km/u).
In het bloed op de vloer waren kleine voetafdrukken met kleine pasjes te zien, die niet bij een rennend slachtoffer konden horen. Er werd een kleine maat overhemd gevonden waarvan de linkermouw doordrenkt was met bloed. Het hemd was gemerkt met de initialen L. L., net als alle andere kleren die werden gevonden in een eenpersoons bovenkamertje. In de schoenmakerswerkplaats was aan de stoel en aan de ligging van het gereedschap te zien dat de ene stoel door een kleine, linkshandige persoon werd gebruikt en de andere door een grote, rechtshandige. Hieruit concludeerde de deskundige dat de dader inwonend, linkshandig en klein van postuur was. Verder werden op het lijk lichtblonde, rechte hoofdharen gevonden. Toen een buurvrouw de echtgenoot van de vermoorde vrouw beschreef als een rijzige figuur met donkerbruin, krullend haar leek wel duidelijk dat hij niet de dader was. Luije van der Laan had daarentegen wel blond haar en was linkshandig en klein.

### Arrestaties
De marechaussee arresteerde maandagavond Henderikus van der Laan toen hij aan tafel zat bij familie in Uithuizen. Hij werd naar Amsterdam overgebracht en verhoord, maar al snel was duidelijk dat hij niets met de moord te maken had.
Luije van der Laan maakte intussen omzwervingen door Nederland en België. Hij bezocht in Tilburg het graf van Maria Kessels, een meisje dat drie jaar eerder vermoord was. Verder ging hij in Antwerpen op bezoek bij een oud-celgenoot met wie hij brieven schreef. Uiteindelijk kwam hij vrijdagavond zelf terug naar Amsterdam, waar hij zich vrijwillig aangaf en op 4 augustus een volledige bekentenis aflegde.

## Afloop

### Observatie
Tijdens de voorlopige hechtenis werd Van der Laan lange tijd medisch en frenologisch geobserveerd. Ze constateerden geen ziekelijke stoornis van zijn geestvermogens en ook geen gebrekkige ontwikkeling van zijn verstandelijke vermogens. Ze concludeerden dat hij ongetwijfeld een gedegenereerde was, maar geen krankzinnige genoemd kon worden. Volgens de observatoren vertoonde hij een aantal degeneratietekenen: diepliggende ogen, vooruitstekende wenkbrauwen, een naar achter wijkend voorhoofd, brede van het hoofd afstaande oren met aangegroeid oorlel en een gering pijngevoel.
Op verzoek van de deskundigen schreef hij in de gevangenis zijn levensgeschiedenis. Van der Laan schreef twee schriften vol die hij eindigde met een zelfgemaakt vers waarin hij afscheid van het leven nam. Uit zijn woorden bleek dat hij onverschillig was voor de dood. Volgens hem hoefde je om een dode niet te treuren. "Dood is dood", zei hij en: "Hoe eerder iemand dood is, hoe beter het is."
Van der Laan vertelde dat hij soms de lust voelde opkomen om iemand te doden. Hij werd dan bleek en ging beven.

### Rechtszaak en straf
De officier van justitie was dezelfde als bij de eerste moord, Edouard Marie von Baumhauer. Toen tijdens het proces werd gezegd dat Van der Laan na de moord zelfmoordplannen had en een zakdoek met een knoop werd getoond, zei de aanklager tegen hem: "Je had wel de moed om een ander te doden, maar niet om jezelf te vermoorden." Van der Laan antwoordde: "Als u dat denkt, dan zal ik het wel tonen."
Voor de rechtbank in Amsterdam werd Van der Laan op 24 februari 1904 tot de levenslange gevangenisstraf veroordeeld. Van der Laan ging niet in hoger beroep en werd overgebracht naar de gevangenis van Leeuwarden. In 1905 beroofde hij zich daar van het leven door ophanging.